# 177 г. пр.н.е.
177 (сто седемдесет и седма) година преди новата ера (пр.н.е.) е година от доюлианския (Помпилийски) римски календар.

## Събития

### В Римската република
- Консули са Гай Клавдий Пулхер и Тиберий Семпроний Гракх.
- Наложени са ограничения на гражданите латини и други със статус на съюзници.
- В Лигурия е основана колонията Луни.[1][2]
- Консулът Пулхер окончателно подчинява Истрия и взима 5632 пленници и плячка равна на 350 – 370 000 денария.[notes 1][3]
- За победата си в Истрия и по-късно над лигурите Пулхер е удостоен с триумф, който празнува през тази или следващата година.[4]

### В Македония
- Цар Персей Македонски се жени за Лаодика V, дъщеря на Селевк IV Филопатор.[notes 2][2]

### В Азия
- Прусий II се жени за Апама IV, дъщеря на цар Филип V Македонски и сестра на Персей.[2]

## Починали
- Марк Клавдий Марцел (консул 196 пр.н.е.), римски политик

Бележки:
1. ↑  Част от плячката вероятно идва от кампанията му срещу лигурите.
2. ↑  Годината е приблизителна.